# Bal Valentino

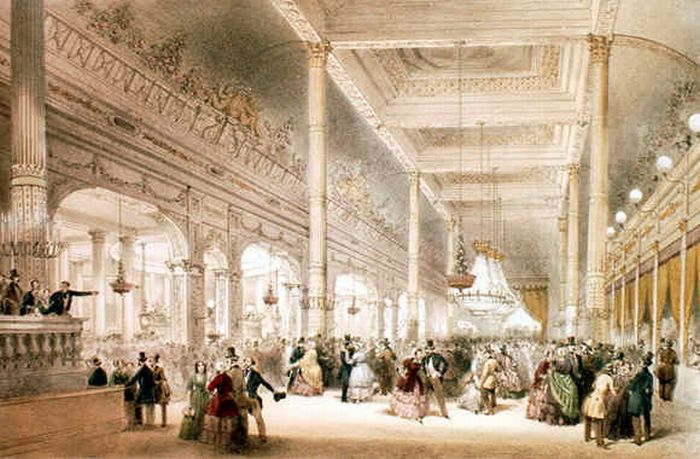
Le bal Valentino.

Pour les articles homonymes, voir Valentino.

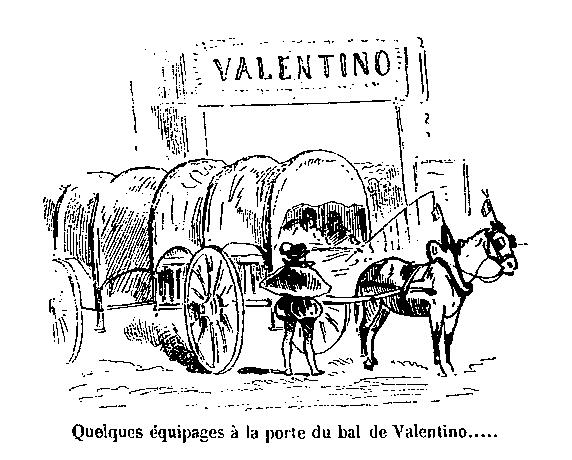
Voiture de blanchisseuses à l'entrée du bal Valentino à la Mi-Carême 1877.

Le bal Valentino appelé aussi salle Valentino ou Valentino, d'après le chef d'orchestre français Henri Valentino, était une très grande et célèbre salle de bal située 251 rue Saint-Honoré à Paris.
Dans sa publicité, le bal Valentino n'hésite pas à se présenter comme l'« Établissement le plus vaste, le plus luxueux, le plus confortable de la capitale ». Il ouvre tous les soirs à 20 heures et tous les soirs on y donne un bal.
L'établissement existe durant une cinquantaine d'années au XIXe siècle et disparaît en 1890.
Au nombre de ses chefs d'orchestre on trouve deux compositeurs de musique festive de danses de Paris au XIXe siècle : Édouard Deransart et Antony Lamotte.

## Histoire

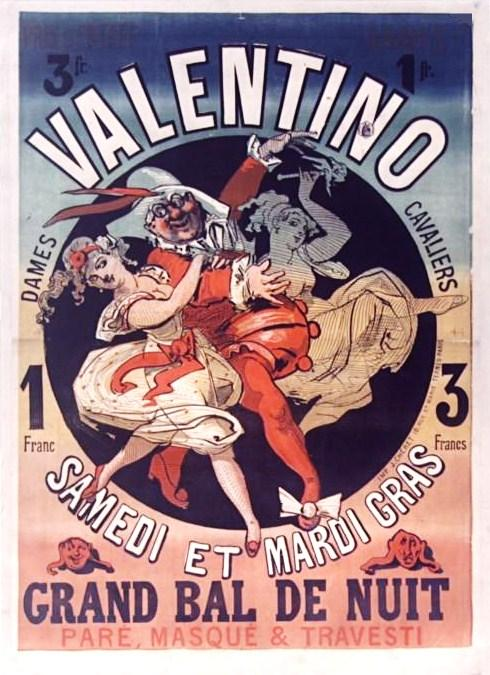
Affiche de Jules Chéret, 1869.

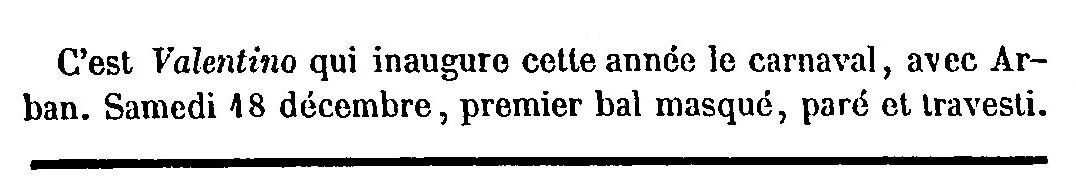
Annonce du premier bal de la période 1869 – 1870 du Carnaval de Paris, avec Arban.

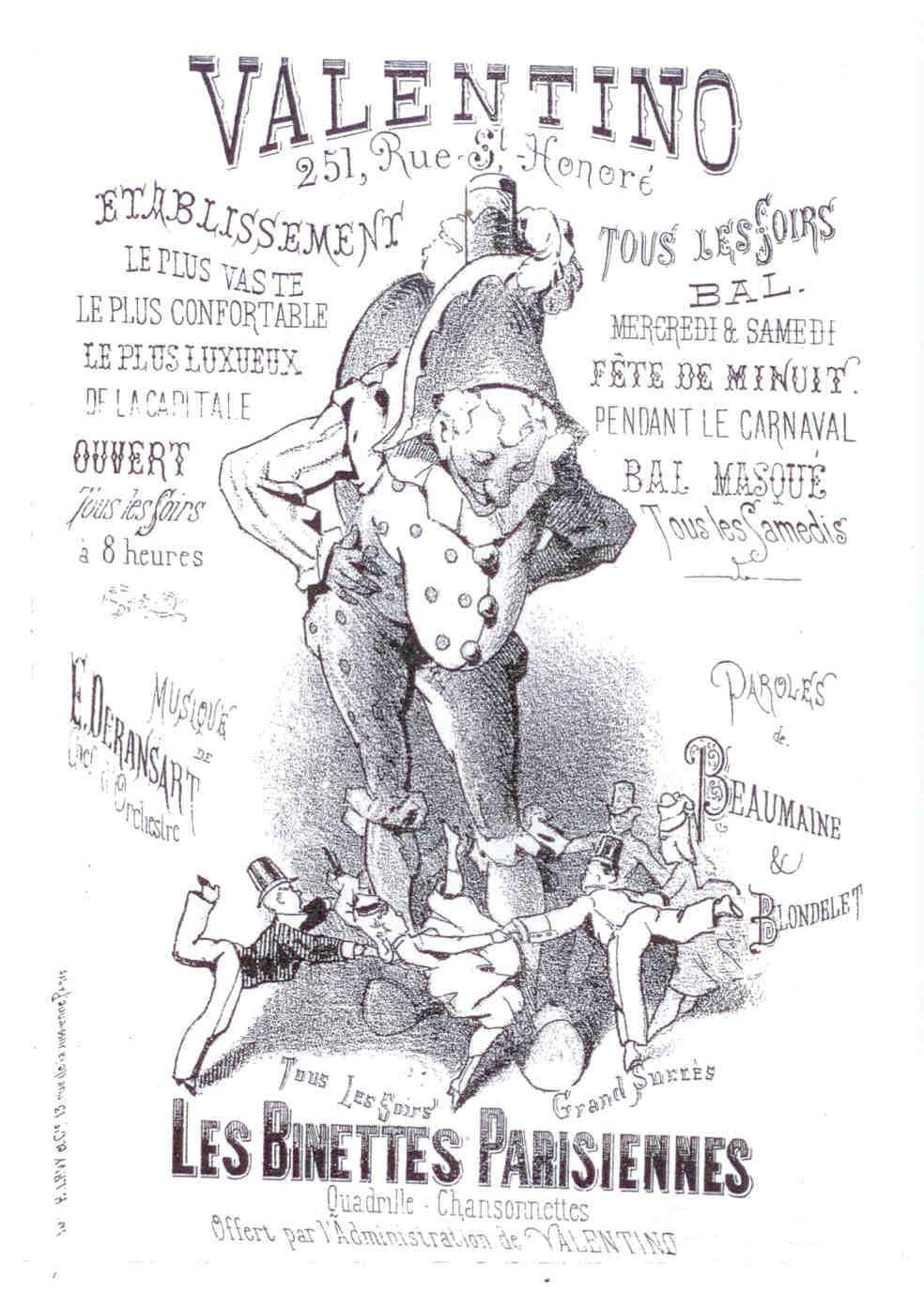
Couverture d'une partition publicitaire offerte au bal Valentino.

L'emplacement où s’élève par la suite la salle du 251 rue Saint-Honoré est auparavant occupé par le bâtiment du Cirque-Olympique, inauguré en 1807.
Après la révolution de Juillet 1830, survient une grande affluence de fidèles de l'Église catholique française à la chapelle de la rue des Sept-Voies où officie l'abbé Châtel. Ce qui l'amène à déménager dans la salle du 251 rue Saint-Honoré, dont il partira en janvier 1831 pour s'installer au 23 rue de la Sourdière.
Après le départ de l'abbé Châtel, le local de la rue Saint-Honoré est occupé par un bazar. Il porte alors le nom du propriétaire du lieu. C'est le bazar Chabrand.
Le célèbre compositeur et chef d'orchestre Philippe Musard contacte Chabrand pour installer en association et à sa place une salle de concert. Elle est inaugurée en 1834 sous le nom de Champs Élysées d'hiver. On y trouve une orangerie, un café et un promenoir. La salle peut compter 1200 places.
En 1838, Musard se sépare de Chabrand et ouvre seul une autre salle à son usage rue Vivienne.
Chabrand rebaptise alors la salle de la rue Saint-Honoré salle Saint Honoré.
Elle est inaugurée sous ce nom le 15 octobre 1838. La responsabilité de la « musique sérieuse » est confiée au chef d'orchestre et violoniste Valentino.
On y donne trois fois par semaine des concerts classiques. Par ailleurs on y joue de la musique légère et on y organise des bals.
Valentino se retire. La salle abandonne la musique classique. Et reste un célèbre bal parisien : le bal Valentino, qui poursuit son activité. En 1841, la salle devient une succursale du célèbre bal Mabille.
En 1865, la Revue de Paris écrit à propos du départ de Valentino :
Quand, enfin, les concerts de la rue Saint-Honoré, les concerts Valentino, furent suspendus, M. Valentino se retira, mais en commettant, à notre avis, la faute de laisser son nom à cette salle où il avait espéré former le goût public à la musique sérieuse. Le propriétaire du local, plus préoccupé de ses recettes que des souvenirs classiques, en fit alors le théâtre d'exhibitions plus ou moins curieuses, le refuge d'exercices d'une chorégraphie plus ou moins décolletée. C'est ainsi que la salle de la rue Saint-Honoré qui avait commencé par le péché finit par le péché, en supposant que le quadrille et la valse soient le prélude inévitable de la grande symphonie de la damnation éternelle.
Quant à Valentino, retiré à Versailles avec ses chères partitions, il demeura entièrement étranger à des spéculations d'un goût contestable, auxquelles on rattacherait à tort son souvenir personnel, à moins que ce ne soit comme châtiment pour leur avoir prêté l'enseigne de son nom.
Pendant le Carnaval de Paris, dont la période dure une bonne partie de l'hiver, on donne à Valentino un bal masqué tous les samedis.

## Valentino lieu de réunions
La salle Valentino, parallèlement au bal, est également un lieu de réunions. Notamment politiques, dans lesquelles interviennent Étienne Cabet, Louis Blanc, Ferdinand Flocon, etc.
Le 29 novembre 1847, à Valentino, devant 1 500 convives, Mikhaïl Bakounine prononce un discours au banquet donné pour la commémoration annuelle de la révolution polonaise de 1830-1831,
Le 25 décembre 1848 se tient à Valentino le premier banquet des femmes socialistes.
En 1870, à la fin du Second Empire, Valentino est le siège du Club de la Délivrance, club modéré qui y tient six réunions avec Eugène Yung.
La salle ne sert pas qu'aux réunions politiques. Ainsi, par exemple, le 6 juin 1877, s'y déroule l'assemblée générale des actionnaires du canal de Suez.

## La fin de Valentino
Le bal Valentino ferme ses portes et disparaît en 1890.
À son emplacement s'installe ensuite un autre établissement : le Nouveau Cirque.

## Deux invitations au bal Valentino

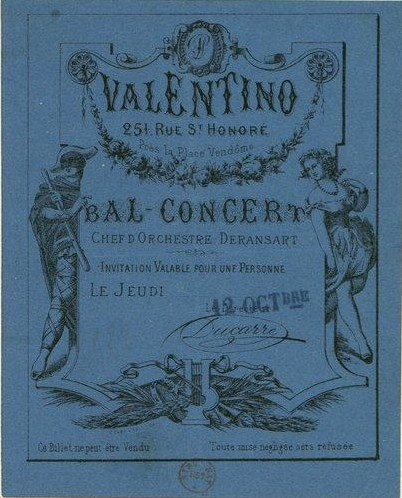
1865.
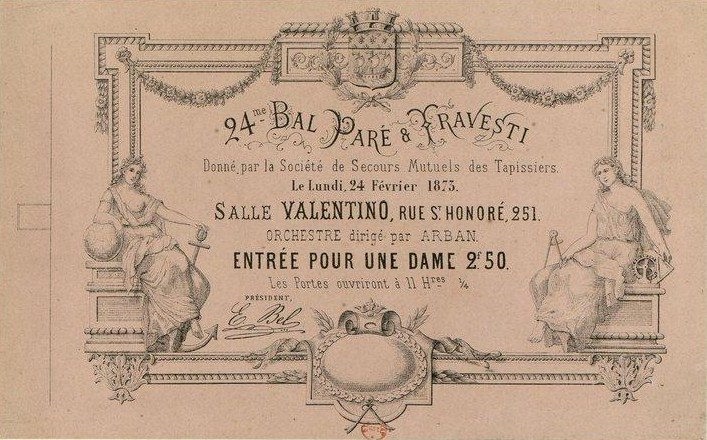
1873.

## Lieu homonyme
A Lyon exista jadis un célèbre lieu homonyme : la salle Valentino, où fut jugé et condamné en 1870 le canut Antoine Arnaud commandant de la garde nationale.

## Source
- Terre d'écrivains : La salle Valentino